# 鹿児島市立桜峰小学校
鹿児島市立桜峰小学校（かごしましりつ おうほうしょうがっこう 英語: Oho Elementary School）は、鹿児島県鹿児島市桜島松浦町にある公立小学校。

## 沿革
- 1882年（明治15年） - 同仁小学校、日新小学校創立
- 1896年（明治29年） - 同仁小学校、日新小学校が合併し桜峰小学校となる
- 1897年（明治30年） - 高等科を設置し桜峰尋常高等小学校となる
- 1898年（明治31年） - 分教場として新島分場ができる
- 1915年（大正4年） - 新島分場が新島分校となる
- 1927年（昭和2年） - 仮校舎完成
- 1929年（昭和4年） - 本校舎完成
- 1939年（昭和14年） - 武を桜洲小学校区に編入
- 1941年（昭和16年） - 桜峰国民学校となる
- 1947年（昭和22年） - 西桜島村立桜峰小学校となる
- 1972年（昭和47年） - 新島分校閉校
- 1973年（昭和48年） - 桜島町立桜峰小学校となる
- 1994年（平成6年） - 高免小学校休校により児童転入
- 2004年（平成16年）- 鹿児島市立桜峰小学校となる